# Académie Internationale de la Céramique
De Académie Internationale de la Céramique (AIC) of International Academy of Ceramics (IAC) is een internationale beroepsvereniging van keramisten. Zij is gevestigd in Genève en wereldwijd actief. Sinds 1958 is de AIC geaffilieerd met UNESCO, aanvankelijk op consultatieve basis en sinds 2001 als officiële partner in de culturele sector.
De AIC is in 1952 opgericht door Henry J. Reynaud, met als doel vriendschap en communicatie te stimuleren tussen professionals op het gebied van keramiek in alle landen. Dat gebeurt onder meer door het ontwikkelen en aanmoedigen van alle vormen van internationale samenwerking om keramiek te promoten en productie op het hoogste kwaliteitsniveau te bevorderen. De academie is de enige vereniging die gewijd is aan het medium klei die op internationaal niveau opereert.
Om de twee jaar organiseert de AIC een internationaal congres en geeft zij een bulletin uit over haar projecten en activiteiten. Nieuwe leden worden ook om de twee jaar gekozen. In 2022 had de vereniging 831 individuele en 77 collectieve leden (musea en andere organisaties) in 78 landen. President voor de periode 2018 - 2024 is de Noor Torbjørn Kvasbø.